# Cortona
Cortona egy község (comune) Olaszország Toszkána régiójában, Arezzo megyében.

## Fekvése
Cortona a Val di Chiana keleti végén fekszik az Arezzót Orvietóval összekötő főút mentén. A település központja egy 600 méter magas dombon alakult ki. A vasútállomás a völgyben fekszik, 3 kilométernyire a központtól. Szomszédai: Arezzo, Castiglion Fiorentino, Castiglione del Lago, Città di Castello, Foiano della Chiana, Lisciano Niccone, Montepulciano, Sinalunga, Torrita di Siena, Tuoro sul Trasimeno és Umbertide.

### Megközelítése
- A legközelebbi vasútállomás, Camucia-Cortona, 3 km-re található a várostól.
- Firenzéből, Rómából és Foligno-ból (Perugia-n át) közvetlen a vasúti összeköttetés.

## Története

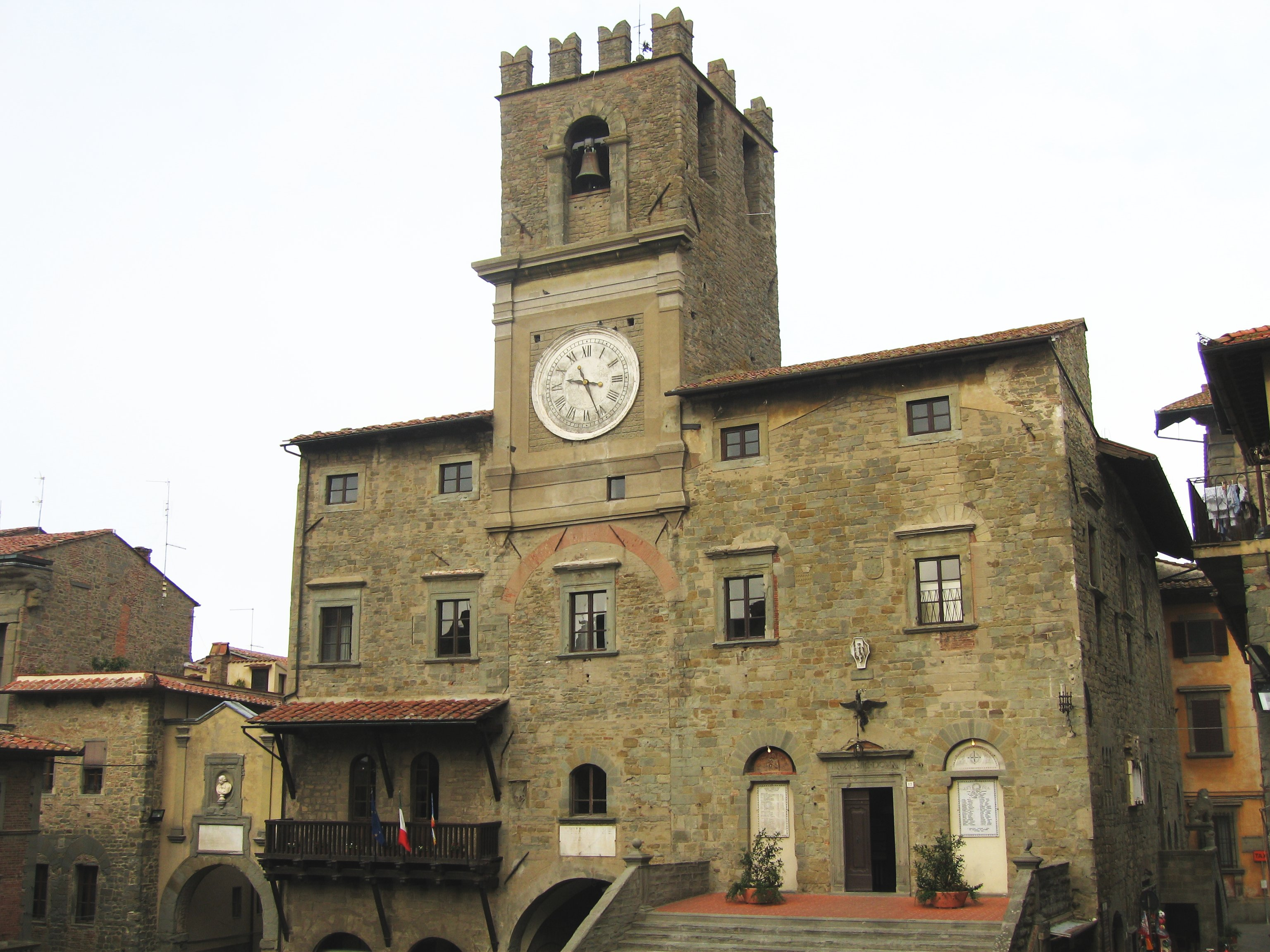
Városháza

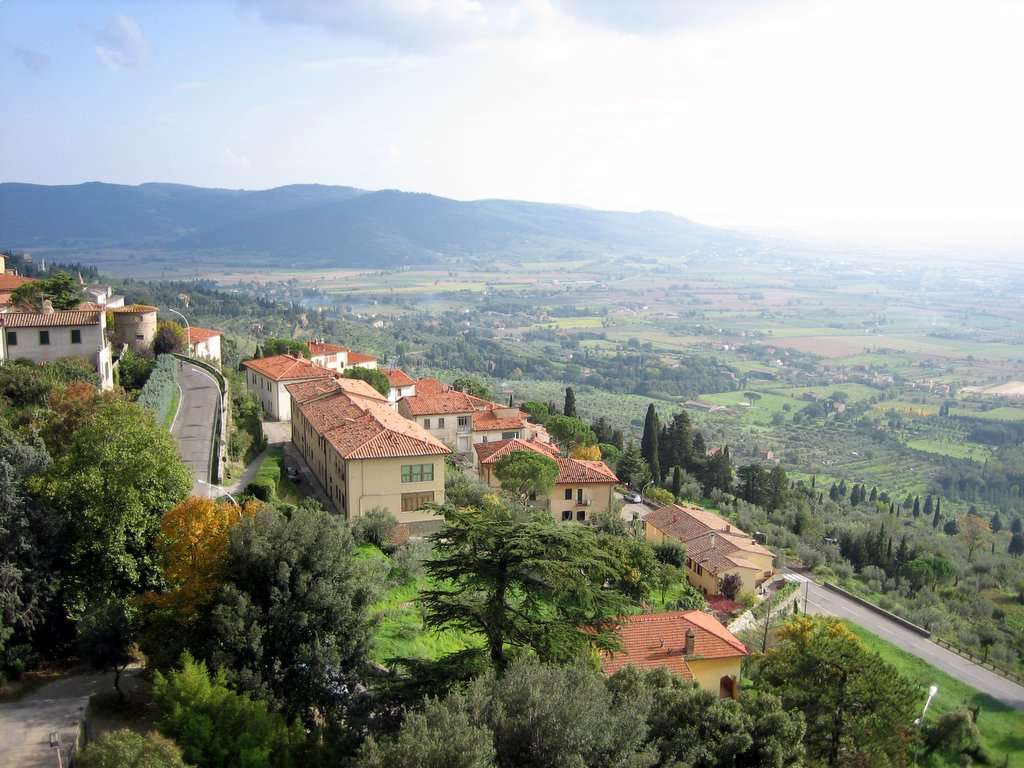
Panoráma Cortonából

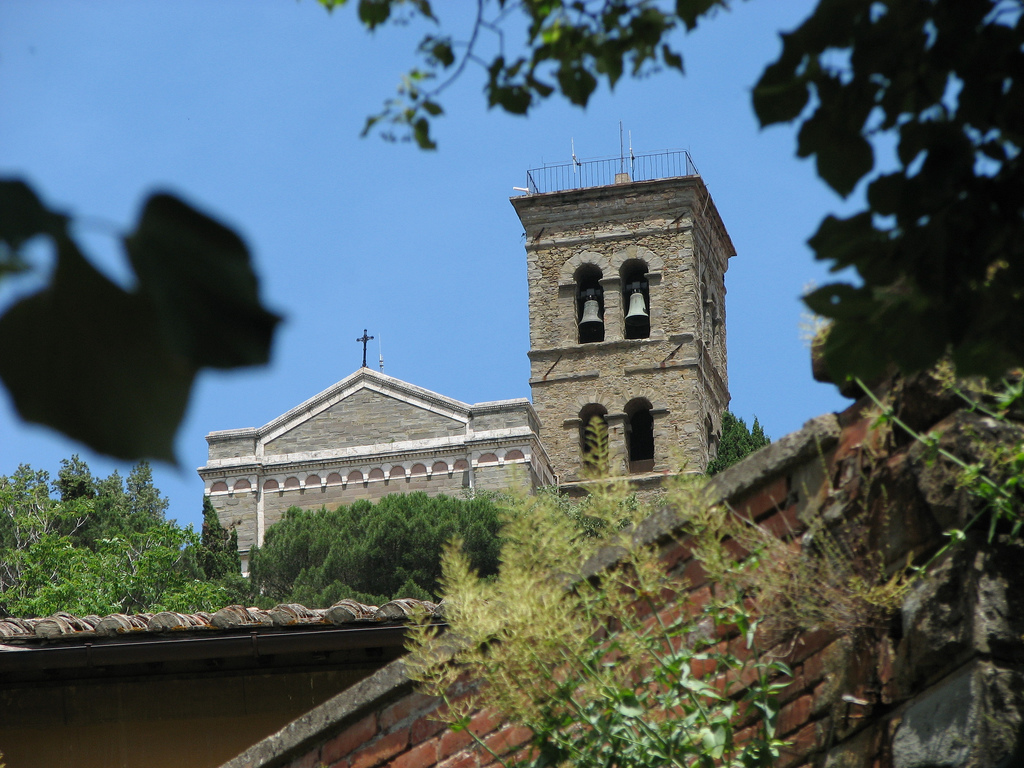
A Santa Margherita harangtornya

Cortona települését az etruszkok alapították. Saját nyelvükön Curtun-nak nevezték el. A város jelentős szerepet játszott a római korban.

## Fő látnivalók
Cortona építészetét a középkori motívumok uralják, apró, szűk utcákkal. A város egy hegyoldalban, körülbelül 600 méter magasan helyezkedik el, lenyűgöző látványt nyújtva az alatta elterülő Valdichiana vidékre. A Piazza Garibaldi-ról (melyet az őslakosok még ma is Piazza Carbonaia-ként emlegetnek) kilátás nyílik a Trasimeno-tóra. Itt ütköztek meg i. e. 217-ben Hannibál és Róma seregei. Az ősi etruszk városfal egy része még ma is megtalálható, a jelenlegi fal alapját képezi. A fő utca (via Nazionale) az egyetlen út a városban, amelyik nem tartalmaz emelkedőt. Ezt az utcát a helyiek Ruga Piana, illetve „sík utca” néven is emlegetik.
A Palazzo Casali épületében található a Museo dell’Accademia Etrusca, ahol etruszk, római és egyiptomi emlékek, műtárgyak, illetve középkori és reneszánsz művészeti alkotások is kiállításra kerültek. A múzeumot 1727-ben alapították, Onofrio Baldelli könyvtárával együtt. A leghíresebb műtárgyai közül érdemes megemlíteni egy etruszk bronzlámpát, melyet 1840-ben találtak a Cortona melletti Fratta településén.
A környéken fellelhető etruszk síremlékek között megtalálható a Tanella di Pitagora (félúton Camuciából, a hegyen), két másik a hegy lábánál, Il Sodónál, valamint a camuciai komplexum is. Az Il Sodo I kamrái látogathatók. Az Il Sodo II-ben maradt fenn egy harcosokat elnyelő szfinxekkel díszített, nagy, kőlépcsős oltár.
Cortona fő művészi kincsei Fra Angelico két táblája a Diocesan Múzeumban. Az alkotótól fennmaradt harmadik alkotás a San Domenico templom bejárata fölött elhelyezkedő freskó, amit 1436-os itt-tartózkodása során festett. Az Akadémiai Múzeumban látható Gino Severini ismert Maternità című képe 1916-ból. Itt Pietro Berrettini (1596-1669) munkáit is megszemlélheti a látogató.

## Templomai
- Cortona Katedrálisa (Dóm) (Santa Maria)
- Santa Margherita Bazilika
- Spirito Santo
- San Benedetto
- San Cristoforo
- San Domenico
- San Filippo Neri
- San Francesco
- San Marco
- San Niccolò
- Santa Chiara
- Santa Maria Nuova
- Santa Maria delle Grazie al Calcinaio
- Jesù Templom
- Farneta Apátság
- Franciscan Convent at Le Celle
- San Donnino (vagy Madonna della Croce)
- Pieve di San Michele Arcangelo at Metelliano
- Madonna del Bagno Szentély
- San Biagio at Pierle
- San Marco Evangelista

## Ismert emberek
- Itt született és itt halt meg Luca Signorelli festő (15. század)

## Fordítás
- Ez a szócikk részben vagy egészben  a   Cortona című angol Wikipédia-szócikk fordításán alapul.  Az eredeti cikk szerkesztőit annak laptörténete sorolja fel. Ez a jelzés csupán a megfogalmazás eredetét és a szerzői jogokat jelzi, nem szolgál a cikkben szereplő információk forrásmegjelöléseként.